# Lago Koronia
El lago Koronia (en griego: Λίμνη Κορώνεια) es un lago en el corazón de la unidad regional de Salónica en la cuenca Migdoniana en Grecia. El lago también es conocido como lago Agios Vasileios por el pueblo de Agios Vasileios y como Lago Langadas por la ciudad de Langadas. Se encuentra a unos 14 kilómetros al este del centro de la ciudad de Salónica. La autopista Egnatia Odos pasa a lo largo del lado norte del lago, y la antigua Ruta griega Nacional 2 pasa a lo largo del lado sur. El lago es compartido por los municipios de Langadas y Volvi .
Se cree que hace un millón de años, el lago Coronea junto con Bolbe y toda la cuenca Migdoniana era un gran lago. Desde entonces, el área del lago está disminuyendo y la distancia de la vecina Bolbe se está haciendo más grande. En la década de 1950, Coronea fue uno de los lagos de Grecia con la producción de peces más grandes. Para la década de 1970, su área fue de 45 km² y tenía una profundidad de unos 5 metros . Desde entonces, el lago se ha reducido a cerca de un tercio de su superficie original, y su profundidad ha disminuido a menos de 1 metro.

## Protección
Forma parte de los biotopos de humedales de Grecia, protegidos por la Directiva 92/43/CEE del Consejo de 21 de mayo de 1992 relativa a la conservación de los hábitats naturales y de la fauna y flora silvestres. El lago Koronia, junto con el lago Vólvi, fueron designados sitio Ramsar el 21 de agosto de 1975 También es un importante sitio ornitológico incluido dentro del parque nacional de los Humedales de los lagos Korónia, Vólvi y del Témpi macedonio.